# Asaphus
Asaphus és un gènere de trilobits de l'ordre dels Asaphida. Aquest ordre inclou el 20% d'espècies de trilobits i concretament el gènere Asaphus, una trentena d'espècies. Són trilobits d'entre 3 i 17 cm de llargada, caracteritzats per la presència d'ulls elevats de llargada variable, amb un cèfalon llis, una glabel·la que no sol distingir-se d'aquest i els segments del pigidi fusionats.

## Contextualització
La majoria de les espècies del gènere Asaphus són de l'Ordovicià (504-441 milions d'anys endarrere), període en què la recent gran explosió cambriana resultat de l'ús de l'energia solar i de l'oxigen produït per la biomassa vegetal posava de manifest l'encara creixent diversitat de trilobits que, si bé incloïen menys famílies que en el Cambrià, la varietat morfològica n'era superior.
Durant l'Ordovicià el que avui en dia es coneix com a Europa de l'Est estava ocupat per un mar interior de poca profunditat. La fauna era rica i diversa, incloent els primers vertebrats i una gran quantitat de trilobits. En aquest període el trilobits no sols constituïen un grup divers sinó que havien patit adaptacions que conformaven impressionants morfologies.
Es creu el contacte d'aquest mar amb l'oceà a l'oest era periòdicament bloquejat: produïa com a conseqüència canvis en la terbolesa i salinitat de l'aigua. Cap al final de l'Ordovicià inferior la connexió va ser restablerta, fet que comportà un substancial deteriorament de la visibilitat en el mar per culpa de l'influx d'aigües més tèrboles. És en aquell moment quan molts trilobits desenvoluparen ulls elevats, probablement per millorar la visió. Mentre que molts trilobits eren presumptament detritívors, alimentant-se de restes d'animals i vegetals de la brutícia del fons, es creu que els asàfids haurien estat necròfags, és a dir, que s'alimentarien de carcasses mortes, donada la forma de l'hipostoma (part ventral del cèfalon que cobreix les estructures bucals). La família Asaphidae és, de lluny, la que millor exhibeix el resultat d'aquestes estratègies adaptatives.

## Filogènia i cronologia
Paraptychopyge degué ser l'únic ancestre d'Asaphus broggeri del qual descendeixen al voltant de 30 espècies. A partir d'A. broggeri la família Asaphidae s'expandeix ramificant-se considerablement. En distingim dues grans branques, la d'A. expansus, força semblant al successor d'A. broggeri (A. lepiderus) i una nova branca representada per A lamanskii. Aquest últim va ser succeït per A. raniceps i A. major, i més tard, per A. delphinus, de l'Ordovicià mitjà, amb qui s'acaba de sobte la branca.
Pel que fa a A. expansus en principi donà lloc a l'esplendorosa diversificació de la resta de la línia Asaphus. Així, alguns Asaphus pateixen un augment progressiu en amplada, com es fa patent en l'impressionant A. platyurus (de més de 10 cm). També és sorprenent l'evolució en la llargada del tronc de l'ull en la successió A kotlukovi, A. punctatus, A. intermedius i A. convincens. Els últims descendents d'Asaphus van anar desaparèixer en l'Ordovicià superior.
La gran extinció al final de l'Ordovicià afectà enormement els trilobits: s'estingiren els Olenina (subordre dels Ptychopariida), els Agnostida i la gran majoria dels Asaphida. Els Asaphida desaparegueren completament al final del Silurià.

## Els ulls
Els trilobits tenien uns sistemes visuals força avançats. La majoria presenten un parell d'ulls compostos formats per un nombre variable de lents. Distingim tres tipus d'ulls en els trilobits: els holocroals, els esquizocroals i els abatocroals. Els Asaphida, com la gran majoria de trilobits, presenten ulls del tipus holocroal. Aquests ulls es caracteritzen per un conjunt de lents biconvexes (d'1 a 15.000 per ull) molt juntes sota una única capa còrnia que les cobreix a totes.
En algunes espècies que, com els Asaphus, es movien per ambients bentònics amb abundant brutícia i creixement algal, els ulls van elevar-se per sobre del cos, i els conferiren més visibilitat enfront dels perills. Es tracta d'un clar exemple d'evolució en resposta a reptes de canvis de l'entorn.